# Eltonbreen
De Eltonbreen is een gletsjer op het eiland Nordaustlandet, dat deel uitmaakt van de Noorse eilandengroep Spitsbergen.
De gletsjer is vernoemd naar de Britse bioloog Charles Sutherland Elton (1900-1991).

## Geografie
De gletsjer ligt in het zuidoosten van Gustav-V-land en is noord-zuid georiënteerd. Hij komt vanaf de ijskap Vestfonna en mondt uit in het Wahlenbergfjorden.
Op ongeveer drie kilometer naar het oosten ligt de gletsjer Bodleybreen en op minder dan twee kilometer naar het westen de gletsjer Aldousbreen.